# Who's Got Mine?
Who's Got Mine? è il sesto album dei Rhino Bucket, pubblicato nel 2011.

## Tracce
1. Message In My Bottle
2. Lifeline
3. Back To Nowhere
4. Drive Thru Liquor
5. Who‘s Got Mine
6. Her Way
7. Joke‘s On You
8. Chase The Case
9. Hollywood And Wine
10. Something For Nothing
11. Rare Beauty

## Formazione
- Georg Dolivo - voce, chitarra
- Brian Forsythe - chitarra
- Reeve Downes - basso
- Anthony Biuso - batteria